# René de Hesdin
René de Hesdin, francoski general, * 1890, † 1966.